# دالة إضاءة السديم الكوكبي

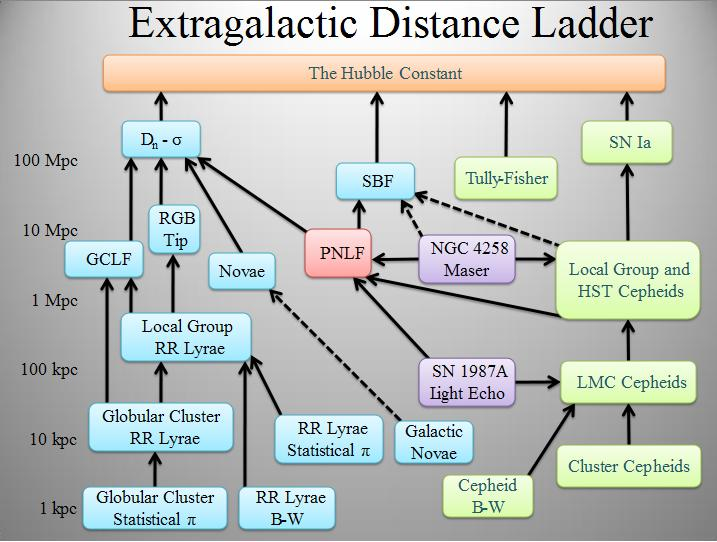
- الصناديق الخضراء: تقنية تطبق بمعرفة المتغيرات القيفاوية وتشكل وتطور المجرات.
- الصناديق الزرقاء: تقنية تطبق لتحديد معدنية المجرات.
- الصناديق الأرجوانية: تقنية القياسات الضوئية الهندسية.
- الصندوق الأحمر: تقنية دور سطوع سديم كوكبي ،و تطبق على جميع التجمعات في عنقود مجرات العذراء العظيم.
- الخطوط السوداء: خطوة سلّمية معايرة بدقة.
- الخطوط المتقطعة: خطوة سلّمية دقة معايرتها غير مؤكدة.

دالة إضاءة السديم الكوكبي (بالإنجليزية: Planetary nebula luminosity function)‏ هي مؤشر ووسيلة ثانوية. في علم الفلك لتحديد مسافة المجرات وتحتل مكانا هاما على سلم المسافات خارج المجرة. وهي الشمعة المعيارية الوحيدة التي يمكن تطبيقها على جميع المجرات الكبيرة في عنقود مجرات العذراء العظيم. تستخدم دالة إضاءة السديم الكوكبي الخط المحظور للأيون الأكسجين المضاعف (O III) λ5007 والموجود في كل السديم الكوكبية التي تتكون من جمهرة نجوم قديمة (جمهرة النجوم الثانية). ويمكن استخدام دالة إضاءة السديم الكوكبي لتحديد المسافات إلى المجرات الحلزونية والإهليلجية على حد سواء على الرغم أن جمهرة النجوم قد تكون مختلفة تماما في هذة المجرات.